# Инфанте, Рикардо
Рикардо Роберто Инфанте (исп. Ricardo Roberto Infante; 21 июня 1924, Ла-Плата — 14 декабря 2008, Ла-Плата) — аргентинский футболист, нападающий. Занимает 7-е место по общему числу голов в чемпионате Аргентины — 217 мячей. Занимает 2-е место по общему числу голов в истории клуба «Эстудиантес» — 180 мячей.

## Биография

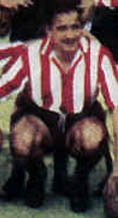
Инфанте в 1942 году

Рикардо Инфанте был младшим в многодетной семье, где помимо него было 6 братьев. Его любимой игрой стал футбол, в который он мог играть целый день. Однажды его заметил Мочо Виола, игрок клуба «Эстудиантес», который, вместе с партнёрами по команде Аттили и Бернардо Сампьетро, пригласил его в свой клуб. До этого Инфанте прошёл просмотр в клубе «Химнасия и Эсгрима», однако ему сказали, что он «слишком низкий». Также Виола с партнёрами ходил к отцу Рикардо, дону Антонио, ярому болельщику «Химнасии», чтобы уговорить его согласиться на переход сына в «Эстудиантес». Лишь после этого Инфанте стал игроком клуба.
Его дебют состоялся 1 ноября 1942 года в матче с клубом «Ривер Плейт». В составе «Эстудиантеса» Инфанте вошёл в знаменитую атакующую четвёрку клуба наряду с Мануэлем Пелегриной, Хулио Гальярдо и Хуаном Хосе Негри. В 1948 году Инфанте забил один самых своих знаменитых голов, ударом с 35 метров поразив ворота «Росарио Сентраль» при помощи трюка, позже названного «рабона». Инфанте покинул клуб только в 1952 году, из-за вмешательства в дела команды со стороны государства и невыплаты клубом заработной платы игрокам. Отыграв три года в «Уракане», Инфанте вернулся в «Эстудиантес» и выступал там вплоть до 1960 года. Он завершил свою карьеру в клубе «Химнасия и Эсгрима».
В составе сборной Аргентины Инфанте выступал на чемпионате мира 1958. Его дебютной игрой за «Альбиселесту» стал матч в декабре 1952 года против Испании, где он забил победный гол, а его команда выиграла 1:0. Всего за сборную он провёл 4 матча и забил 2 гола; второй — в ворота Уругвая в отборочных матчах к чемпионату мира 1958.
После завершения карьеры игрока Большой Бето (прозвище Инфанте) работал с молодёжными составами «Химнасии». 
13 декабря 2008 года он почувствовал себя плохо и был направлен в больницу Институто дель Диагностико, где в полночь скончался. Был похоронен 14 декабря на кладбище Парке Сентенарио.

## Достижения
- Обладатель Кубка Эскобара: 1944
- Обладатель Кубка Республики: 1945

## Статистика выступлений
| Клуб                          | Сезон                  | Лига | Лига | Кубки | Кубки | Итого | Итого |
| Клуб                          | Сезон                  | Игры | Голы | Игры  | Голы  | Игры  | Голы  |
| ----------------------------- | ---------------------- | ---- | ---- | ----- | ----- | ----- | ----- |
| Эстудиантес                   | 1942                   | 1    | 0    | 0     | 0     | 1     | 0     |
| Эстудиантес                   | 1943                   | 4    | 1    | 1     | 0     | 5     | 1     |
| Эстудиантес                   | 1944                   | 22   | 19   | 3     | 2     | 25    | 21    |
| Эстудиантес                   | 1945                   | 13   | 11   | 4     | 1     | 17    | 12    |
| Эстудиантес                   | 1946                   | 24   | 16   | 3     | 1     | 27    | 17    |
| Эстудиантес                   | 1947                   | 26   | 16   | -     | -     | 26    | 16    |
| Эстудиантес                   | 1948                   | 25   | 19   | 1     | 1     | 26    | 20    |
| Эстудиантес                   | 1949                   | 32   | 14   | 1     | 0     | 33    | 14    |
| Эстудиантес                   | 1950                   | 30   | 9    | -     | -     | 30    | 9     |
| Эстудиантес                   | 1951                   | 31   | 14   | -     | -     | 31    | 14    |
| Эстудиантес                   | 1952                   | 22   | 14   | 1     | 0     | 23    | 14    |
| Эстудиантес                   | Итого                  | 230  | 133  | 14    | 5     | 244   | 138   |
| Уракан                        | 1953                   | 27   | 3    | -     | -     | 27    | 3     |
| Уракан                        | 1954                   | 27   | 10   | -     | -     | 27    | 10    |
| Уракан                        | 1955                   | 27   | 12   | -     | -     | 27    | 12    |
| Уракан                        | 1956                   | 13   | 6    | -     | -     | 13    | 6     |
| Уракан                        | Итого                  | 94   | 31   | 0     | 0     | 94    | 31    |
| Эстудиантес                   | 1957                   | 20   | 12   | -     | -     | 20    | 12    |
| Эстудиантес                   | 1958                   | 26   | 11   | 3     | 5     | 29    | 16    |
| Эстудиантес                   | 1959                   | 29   | 14   | -     | -     | 29    | 14    |
| Эстудиантес                   | 1960                   | 23   | 10   | -     | -     | 23    | 10    |
| Эстудиантес                   | Итого                  | 98   | 47   | 3     | 5     | 101   | 52    |
| Всего за «Эстудиантес»        | Всего за «Эстудиантес» | 328  | 180  | 17    | 10    | 345   | 190   |
| Химнасия и Эсгрима (Ла-Плата) | 1961                   | 16   | 6    | -     | -     | 16    | 6     |
| Химнасия и Эсгрима (Ла-Плата) | Итого                  | 16   | 6    | 0     | 0     | 16    | 6     |
| Всего за карьеру              | Всего за карьеру       | 438  | 217  | 17    | 10    | 455   | 227   |